# September 5
September 5 is een Duits-Amerikaanse historische dramafilm uit 2024, geregisseerd en mede geschreven door Tim Fehlbaum. De hoofdrollen worden vertolkt door Peter Sarsgaard, John Magaro, Ben Chaplin en Leonie Benesch.

## Verhaal
De film vertelt over het bloedbad van München tijdens de Olympische Zomerspelen 1972, vanuit het perspectief van de ABC Sports-crew en hun verslaggeving van de gebeurtenissen. Gaandeweg krijgt het team te maken met enkele morele dilemma's. Doordat zij de zaken van vlakbij konden volgen was dit de eerste keer dat een terroristische aanval live uitgezonden werd.

## Rolverdeling
| Acteur           | Personage         |
| ---------------- | ----------------- |
| Peter Sarsgaard  | Roone Arledge     |
| John Magaro      | Geoffrey Mason    |
| Ben Chaplin      | Marvin Bader      |
| Leonie Benesch   | Marianne Gebhardt |
| Zinedine Soualem | Jacques Lesgards  |
| Corey Johnson    | Hank Hanson       |
| Georgina Rich    | Gladys Deist      |
| Benjamin Walker  | Peter Jennings    |

## Productie
De film maakt uitgebreid gebruik van archiefbeelden van ABC's verslaggeving over de Olympische Zomerspelen van 1972 en de gijzelingscrisis. Fehlbaum en zijn team deden maandenlang onderzoek naar de gebeurtenissen en werkten samen met een productiedesignteam om een authentieke replica te maken van de uitzendfaciliteit die ABC Sports op die dag gebruikte.

## Release en ontvangst
September 5 ging op 29 augustus 2024 in première op het Filmfestival van Venetië als openingsfilm van de Orizzonti Extra-sectie, en ging op 13 december 2024 in première in de Amerikaanse bioscopen alvorens wereldwijd te worden uitgebracht op 17 januari 2025. De film werd genomineerd voor de Golden Globe voor beste dramafilm.
De film kreeg overwegend positieve kritieken van de filmcritici, met een score van 86% op Rotten Tomatoes, gebaseerd op 44 beoordelingen.

## Prijzen en nominaties
De belangrijkste:
| Jaar | Prijs                          | Categorie                | Genomineerde(n)                           | Uitslag       |
| ---- | ------------------------------ | ------------------------ | ----------------------------------------- | ------------- |
| 2025 | Golden Globe Award             | Beste film - drama       | Beste film - drama                        | Genomineerd   |
| 2025 | Film Independent Spirit Awards | Beste montage            | Hansjörg Weissbrich                       | In afwachting |
| 2025 | Critics Choice Awards          | Beste originele scenario | Moritz Binder, Tim Fehlbaum en Alex David | In afwachting |
| 2025 | Critics Choice Awards          | Beste montage            | Hansjörg Weissbrich                       | In afwachting |